# Gentrificering
Gentrificering og urban gentrificering betegner de socio-økonomiske, kommercielle og demografiske forandringer i et byområde, som følge af at rigere mennesker køber ejendom i et mindre velstående samfund. Som konsekvens stiger den gennemsnitlige indkomst mens den gennemsnitlige families størrelse falder, hvilket kan resultere i en udsættelse af de beboere med lavere indkomster, på grund af øget husleje, huspriser, og ejendomsskatter.
Urban gentrificering kan ændre den kulturelt mangfoldige karakter af et samfund til et mere økonomisk homogent samfund, hvilket nogle beskriver som havende karakter af forstad.
Politisk modstand mod gentrificering er ofte lokalsamfundets reaktion mod den utilsigtede økonomiske udsættelse, som konsekvens af stigende huslejer, der gør fortsat ophold i deres boliger ugennemførlig.

## Ordbrug
Det engelske ord "gentry" betegner i England lavadelen og kan oversættes til adelstand på dansk. Gentrificering betegner i den forstand en "for-adling" af byen – eller "forædling", som Jakob Jakobsen har formuleret det. For-adling henviser således til en proces, der i forhold til socialklasser, bortfiltrerer det mindre værdifulde og fremmer forfinelse. Set i dette perspektiv er begreberne "byfornyelse", "sanering" og lign., der anvendes i kommunal- og indenrigspolitik, at regne for eufemismer.

## Vesterbro som eksempel
I Danmark nævnes Vesterbros byfornyelse i 1990'erne og kommunens bosætningspolitik i samme periode som et eksempel på gentrificering, hvor man ved sammenlægning af små lejligheder til større samt byfornyelse med efterfølgende huslejestigning har ændret befolkningssammensætningen. Bortset fra den fysiske opgradering af de forfaldne bygninger, var kommunens mål at inddrage beboerne i byfornyelsesprocessen og - tilsyneladende - at undgå forskubbelsen af folk fra nabolaget. Men på grund af uklare politiske tiltag, ejendomsmarkedets udvikling og manglen på tilstrækkelige afbøjningsmekanismer, udskifter indbyggere fra middelklassen nu den høje koncentration af de dårligere bemidlede beboere, der prægede Vesterbro før byfornyelsen. Denne proces kan virke 'mild', men det er et eksempel på, hvordan staten og markedet interagerer for at producere gentrificering med traumatiske konsekvenser for individer og byen som et socialt retfærdigt rum.

## Læs mere
- Neoliberal normalisering af byen (Webside ikke længere tilgængelig) Artikel om gentrificering af Jakob Jakobsen, openhagen.net
- Larsen, H. G. & Lund Hansen, A. (2009) Herskabeliggørelse – gentrification på dansk, Geografisk Orientering, årg. 39, særnummer, side 33-35